# Блекберн і Дарвен

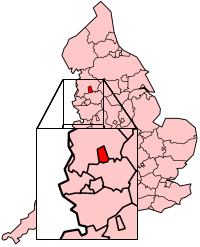
Унітарна одиниця на мапі Англії

Бле́кберн і Да́рвін (англ. Blackburn with Darwen) — унітарна одиниця Англії на південному сході церемоніального графства Ланкашир. Головне та найбільше місто одиниці — Блекберн (населення — 105 тис. чол.), другим за значенням є ринкове місто Дарвен.

## Історія
Утворена 1 квітня 1998 шляхом перетворення в унітарну одиницю району Блекберн неметропольного графства Ланкашир.

## Спорт
У місті Блекберн базується професіональний футбольний клуб «Блекберн Роверз», який виступає в сезоні 2012-13 в Чемпіоншипі.